# گای لسترنج

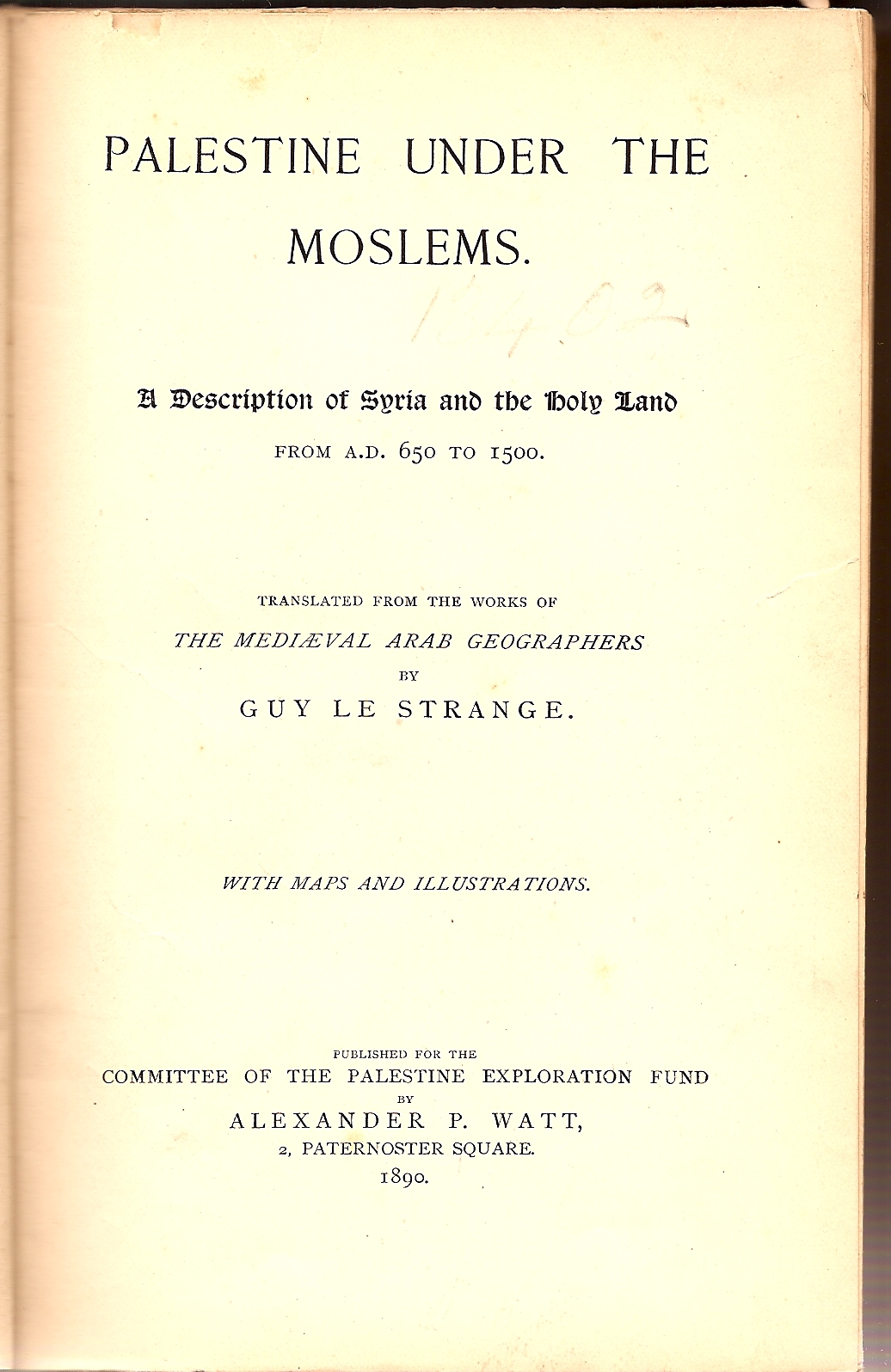
جلد کتاب فلسطین در زمان فرمان‌روایی مسلمین (چاپ ۱۸۹۰ م)

گای لسترنج (Guy le Strange) (زادهٔ ۲۴ ژوئیهٔ ۱۸۵۴ در هانستانتون، نورفک، در شرق بریتانیا – درگذشتهٔ ۲۴ دسامبر ۱۹۳۳ در کمبریج) ایران‌شناس بریتانیایی است. گای لسترنج قسمت عمدهٔ زندگی خود را در خارج از انگلستان گذراند. وی در آغاز جوانی چندین سال با مادرش در پاریس به‌سر برد و در آنجا با ژول مُل، شرق‌شناس فرانسوی و مترجم شاهنامه آشنا شد. به تشویق ژول مُل، به آموختن زبان‌های فارسی و عربی پرداخت. گای لسترنج از سال ۱۸۷۷ تا ۱۸۸۰، که با زمان پادشاهی ناصرالدین شاه مقارن بود، در ایران اقامت گزید و به تکمیل فراگیری زبان فارسی، تاریخ و جغرافیای ایران پرداخت. وی در سال ۱۹۱۴ قسمت جغرافیاییِ کتاب نزهةالقلوب را تصحیح کرد و با ترجمهٔ انگلیسی منتشر ساخت. نمایشنامهٔ وزیر خان لنکران در سال ۱۹۳۰ به سعی «گای لو استرنج» و «هگرد» در بریتانیا به فارسی ترجمه شد. وی در پایان عمر به فراگیری زبان اسپانیولی پرداخت. شاهکار لسترنج ، جغرافیای تاریخی سرزمین‌های خلافت شرقی، به فارسی ترجمه شده است.

## آثار
- جغرافیای تاریخی سرزمین‌های خلافت شرقی (۱۹۰۵ میلادی)
- ترجمه از فارسی به انگلیسی نمایش‌نامهٔ وزیر خان لنکران
- ترجمه از فارسی به انگلیسی کیمیاگر که در سال ۱۸۸۶ در مجلهٔ انجمن سلطنتی آسیایی چاپ شد
- تصحیح قسمت جغرافیاییِ نزهةالقلوب و ترجمه به انگلیسی
- ترجمه از عربی به انگلیسی بخش فلسطین از کتاب احسن‌التقاسیم فی معرفةالأقالیم
- کتاب فلسطین در زمان فرمان‌روایی مسلمین (توصیف سوریه و سرزمین مقدس از ۶۵۰ تا ۱۵۰۰ میلادی) (انگلیسی، ۱۸۹۰ میلادی)
- ترجمه از عربی به انگلیسی بخش رودها، نهرها و جزایر عراق از کتاب عجایب الاقالیم السبعه (نوشتهٔ ابن سرابیون)
- کتاب بغداد در زمان خلافت عباسیان (انگلیسی، ۱۹۰۰ میلادی)
- ترجمه به انگلیسی فارسنامه، نوشتهٔ ابن بلخی
- ترجمه به انگلیسی تجارب الامم نوشتهٔ ابن مسکویه
- ترجمه از اسپانیولی به انگلیسی کتاب دون ژوان ایران
- ترجمه از اسپانیولی به انگلیسی کتاب سفارت کلاویخو به دربار امیر تیمور